# Sân vận động Trung tâm của Trường Đại học Quốc gia Lào
Sân vận động Trung tâm (Trường Đại học Quốc gia Lào) là một sân vận động ở Viêng Chăn, Lào.Nó có sức chứa khoảng 6.000 chỗ ngồi. Sân vận động này sẽ tổ chức nội dung bóng đá nữ của Đại hội Thể thao Đông Nam Á 2009.